# Keffing Dioubaté
Keffing Dioubaté (ur. 28 listopada 1975 w Kankanie) – piłkarz gwinejski grający na pozycji pomocnika.

## Kariera klubowa
W swojej karierze piłkarskiej Dioubaté grał w takich klubach jak: rezerwy Paris Saint-Germain, Stade Briochin, Amiens SC, Montauban FC, Limoges Foot 87, JA Isle i Limoges FC. W 2010 roku zakończył karierę.

## Kariera reprezentacyjna
W reprezentacji Gwinei Dioubaté zadebiutował w 1998 roku. W tym samym roku został powołany do kadry Gwinei na Puchar Narodów Afryki 1998. Zagrał na nim w dwóch meczach: z Algierią (1:0) i z Kamerunem (2:2). W kadrze narodowej rozegrał 5 meczów i strzelił 1 gola.